# Single Best (柴咲コウのアルバム)
『Single Best』（シングル ベスト）は、柴咲コウのベスト・アルバム。2008年3月12日にユニバーサルミュージックから発売。

## 解説
- 『The Back Best』との2作同時発売。こちらは、これまで発売された全シングル15曲（別名義作品含む）を収録した、シングル・コレクション。
- 『The Back Best』と同様、曲順の選考とジャケット写真には、柴咲自身も携わっている。
- 初回盤と通常盤では、ジャケットが異なる。
- 柴咲は、この作品について「今まで思いを込め書きつづり、歌ってきた詞曲の世界観をたくさんの人に聴いていただければ」と語っている[1]。
- 初回限定盤はビデオクリップを収録したDVD付き。収録曲・曲順はCDと同じ。

## 収録曲
1. KISSして - KOH+名義
15thシングル
アルバム初収録
フジテレビ系 全国ネット 月9ドラマ『ガリレオ』主題歌
2. ひと恋めぐり
13thシングル
TBS系ドラマ 愛の劇場『砂時計』主題歌
3. かたち あるもの
6thシングル。
アルバム初収録
TBS系金曜ドラマ『世界の中心で、愛をさけぶ』主題歌
4. 影
9thシングル
TBS系ドラマ・木曜21時『白夜行』主題歌
5. プリズム
14thシングル
アルバム初収録
東宝系映画『そのときは彼によろしく』主題歌
6. at home
12thシングル
TBS系全国ネット『恋するハニカミ』テーマソング
7. invitation
10thシングル
TBS系金曜ドラマ『タイヨウのうた』主題歌
8. 眠レナイ夜ハ眠ラナイ夢ヲ
3rdシングル
TBS系日曜劇場『笑顔の法則』主題歌
9. glitter
7thシングル
TBS系全国ネット『恋するハニカミ』テーマソング
10. 思い出だけではつらすぎる
4thシングル
フジテレビ系『Dr.コトー診療所』挿入歌
11. いくつかの空
5thシングル
東宝系映画『着信アリ』主題歌
12. Trust my feelings
1stシングル
アルバム初収録
13. 月のしずく - RUI名義
2ndシングル
東宝系映画『黄泉がえり』オリジナルテーマソング
14. actuality
11thシングル
アルバム初収録
サントリー・スパークリングワイン「フレシネ」CMソング
15. Sweet Mom
8thシングル
東宝系映画『この胸いっぱいの愛を』主題歌